# 마그니츠키법
마그니츠키법(Magnitsky Act)은 세르게이 마그니츠키의 죽음에 책임이 있는 사람을 제재하기 위해 미국이 만든 법이다. 다른 인권침해자에게도 적용되며, 이 법의 제재를 받는 목록을 마그니츠키 목록(Magnitsky List)이라고 한다.
이 법안은 미국 의회에서 통과되어 2012년 12월 버락 오바마 대통령이 서명한 초당적 법안으로, 2009년 모스크바 교도소에서 러시아 세무 변호사 세르게이 마그니츠키를 살해한 러시아 관리들을 처벌하고, 잭슨-바닉 수정안의 적용을 폐지하여 러시아와 몰도바에 영구적인 정상 무역 관계 지위를 부여하는 것을 목표로 한다.
2017년 NDAA(미국 국가반대행동계획)에 포함된 2016년 글로벌 마그니츠키법은 미국 정부가 전 세계에서 인권 침해를 저지른 외국 정부 관리들을 제재하고, 자산을 동결하고, 미국 입국을 금지할 수 있는 권한을 부여한다.

## 같이 보기
- 러시아-우크라이나 전쟁 중 국제 제재